# نیروگاه برق آبی پلسیه
نیروگاه برق آبی پلسیه (به لاتین: Spilje Hydro Power Plant) یک نیروگاه برقابی در مقدونیه شمالی است که در شهرداری دبار واقع شده‌است.